# احمد نیکوهمت
احمد نیکوهمت، پژوهشگر، شاعر، مؤسس و رئیس بنیاد سخنوران ایران، زادهٔ ۱۳۰۳ شمسی در تهران و دارای مدرک لیسانس در رشته حقوق و ادبیات بود. نیکوهمت آثارش را با نام نیکوهمت یا با نام مستعار «همتا» منتشر می‌کرد و بیش از سی عنوان کتاب تألیف و منتشر کرده و مقاله‌های فراوانی در نشریات از وی منتشر شده است. «حقوق در اسلام»، «شاهراه کمال» و «تحولات اجتماعی-ادبی»، «زندگی و آثار بهار» و «یادنامه آیت‌الله استاد سید علینقی امین» عناوین برخی از آثار نیکوهمت است. برخی از آثار وی نیز مانند «زندگانی و آثار بهار» موضوع نقد و بررسی قرار گرفته است.

## درگذشت
وی در سن ۸۳ سالگی به واسطهٔ نارسایی قلبی و تنفسی در بیمارستان پاستورنو تهران درگذشت.